# Cepesma
CEPESMA, Coordinadora para el estudio y protección de las especies marinas, es una asociación fundada en el año 1996 en Luarca, España, con el propósito de trabajar en la actividad de recuperación, conservación, y divulgación de los ecosistemas marinos y promover la educación ambiental.
Luis Laria es el presidente de la Coordinadora. La mitad de los asociados del CEPESMA son de Asturias y el resto están distribuidos por toda España[cita requerida]. Sus actividades tienen repercusión nacional en los medios de comunicación y un compromiso social con el entorno.[cita requerida]
El CEPESMA coordina el Centro de Interpretación del Calamar Gigante y el El Parque de la Vida.

## Centro de Interpretación del Calamar Gigante
El Centro de Interpretación del Calamar Gigante está situado en el muelle de Luarca. Las instalaciones del Centro fueron inauguradas en agosto de 2010. Contiene una colección de calamares gigantes, con 31 ejemplares.
En noviembre de 2010 un temporal dañó gravemente las instalaciones del Centro, que se vio obligado a cerrar sus puertas al público. Agravada por este problema la situación económica de la asociación que dejó de pagar a sus trabajadores y los gastos corrientes de sus actividades.
En abril de 2011 el museo reanudó sus actividades.
En 2014 sufrió daños severos por un temporal y posterior vadalización

## El Parque de la Vida
El Parque de la Vida. Parcela de 32.000 m² que tiene por objeto el fomento de las energías renovables y el estudio del ambiente. Incluye maquetas e información sobre la exploración espacial, funciona como parque zoológico e incluye el Centro de Protección de Especies, donde se ejercen las tareas de conservación y de rehabilitación de especies marinas y terrestres.

### Críticas
La organización Infozoos publicó en 2009 un estudio sobre el cumplimiento de la Ley 31/2003 de parques zoológicos en el norte de España. En este informe se critica la insalubridad del centro El Parque de la Vida y la falta de seguridad para animales y visitantes.

## Red de varamientos
El CEPESMA creó la Red de Varamientos en el año 1997.[cita requerida]
Los colaboradores realizan tomas de muestras, biometrías e investigan las causas de muerte de los ejemplares.
Para realizar estas actividades, cuentan con vehículos 4x4 y un equipo de asistencia, camillas, equipos de buceo etc. para los individuos que aparecen vivos.